# Acaena pinnatifida
Acaena pinnatifida es una especie de planta del género Acaena, perteneciente a la familia Rosaceae.

## Taxonomía
Acaena pinnatifida fue descrita por Ruiz y Pav. en 1798.

## Distribución
Se encuentra en el territorio de California y sur de Sudamérica.